# Wereldkampioenschappen schaatsen junioren 2012
De wereldkampioenschappen schaatsen junioren 2012 vonden van 2 tot en met 4 maart plaats op de overdekte kunstijsbaan Meiji Hokkaido-Tokachi Oval in Obihiro. Het was de 41e editie van het WK voor junioren en na het WK junioren van 1990 (op de toen nog onoverdekte baan) de tweede editie in Obihiro en de derde keer in Japan. Het toernooi telde daarnaast ook mee voor de wereldbeker junioren 2011/2012.
Naast de allroundtitels voor jongens (41e) en meisjes (40e) en de wereldtitels in de ploegenachtervolging voor landenteams (11e) waren er dit jaar voor de vierde keer wereldtitels op de afstanden te verdienen. De jongens streden voor de titel op de 2×500, 1000, 1500 en 5000 meter en de meisjes voor de titel op de 2×500, 1000, 1500 en 3000 meter.
Na afloop van de wedstrijden werd de Rus Pavel Koelizjnikov, winnaar van goud op de 1000 meter en brons op de 500 meter geschrapt. Deze medailles moest hij inleveren en ook de resultaten op de 1500 meter en ploegenachtervolging zijn geschrapt.
| Programma                                                        | Programma                                                                      | Programma                                                                                 |
| vrijdag 2 maart                                                  | zaterdag 3 maart                                                               | zondag 4 maart                                                                            |
| ---------------------------------------------------------------- | ------------------------------------------------------------------------------ | ----------------------------------------------------------------------------------------- |
| 1e 500 m meisjes 1e 500 m jongens 1500 m meisjes 3000 m jongens* | 2e 500 m jongens 1000 m meisjes 1500 m jongens 3000 m meisjes* 5000 m jongens* | 2e 500 m meisjes 1000 m jongens Ploegenachtervolging meisjes Ploegenachtervolging jongens |

* Kwartetstart bij de 3000m meisjes, 3000m (allround) en 5000m jongens.

## Nederlandse deelnemers
Nederland werd bij de jongens vertegenwoordigd door Jorjan Jorritsma, Thomas Krol en Kai Verbij in het allroundtoernooi (Krol en Verbij namen ook nog op de 1000 meter deel) en op de afstanden namen Niels Olivier (500 en 1000 m) en Arvin Wijsman (500, 1000 en 1500 m; op de 500 m trok hij zich voor de 2e race terug).
Bij de meisjes werd Nederland vertegenwoordigd door Antoinette de Jong, Pien Keulstra en Bo van der Werff in het allroundtoernooi (De Jong en Van der Werff namen ook nog deel aan de 2e 500 m) en op de afstanden namen Reina Anema (500 en 1500 m) en Letitia de Jong (500 en 1000 m) deel.

## Medaillewinnaars kampioenschappen
| Onderdeel | Goud | Zilver                                                 | Brons                                                                                    |
| --------- | --- | ------------------------------------------------------ | ---------------------------------------------------------------------------------------- |
| 2×500 m   | Laurent Dubreuil                                                                                                  | Tsubasa Hasegawa                                       | Kim Woo-jin                                                                              |
| 1000 m    | Håvard Holmefjord Lorentzen                                                                                       | Tommi Pulli                                            | Laurent Dubreuil                                                                         |
| 1500 m    | Sverre Lunde Pedersen                                                                                             | Thomas Krol                                            | Håvard Holmefjord Lorentzen                                                              |
| 5000 m    | Sverre Lunde Pedersen                                                                                             | Simen Spieler Nilsen                                   | Kim Cheol-min                                                                            |
| Allround  | Sverre Lunde Pedersen                                                                                             | Thomas Krol                                            | Simen Spieler Nilsen                                                                     |
| Team      | Team Noorwegen Kristian Reistad Fredriksen Håvard Holmefjord Lorentzen Simen Spieler Nilsen Sverre Lunde Pedersen | Team Zuid-Korea Kim Cheol-min Kim Jin-su Lee Jin-yeong | Team Nederland Jorjan Joritsma Thomas Krol Kai Verbij                                    |
|           | |                                                        |                                                                                          |
| 2×500 m   | Karolína Erbanová                                                                                                 | Kim Hyun-yung                                          | Miho Takagi                                                                              |
| 1000 m    | Miho Takagi | Karolína Erbanová                                      | Kate Hanly                                                                               |
| 1500 m    | Karolína Erbanová                                                                                                 | Kim Bo-reum                                            | Pien Keulstra                                                                            |
| 3000 m    | Park Do-yeong | Kim Bo-reum                                            | Pien Keulstra                                                                            |
| Allround  | Miho Takagi | Karolína Erbanová                                      | Kim Bo-reum                                                                              |
| Team      | Team Zuid-Korea Kim Bo-reum Lim Jung-soo Park Do-yeong                                                            | Team Canada Kate Hanly Heather McLean Josie Spence     | Team Rusland Tatjana Oesjakova Aleksandra Stsjelkonogova Olesja Tsjernega Anna Tsjernova |

## WK afstanden
2× 500 m jongens
| Rang   | Schaatser                   | Land | Punten | Tijd 1     | Tijd 2     |
| ------ | --------------------------- | ---- | ------ | ---------- | ---------- |
| Goud   | Laurent Dubreuil            | CAN  | 71,120 | 35,62 (1)  | 35,50 (1)  |
| Zilver | Tsubasa Hasegawa            | JPN  | 71,770 | 35,63 (2)  | 36,14 (2)  |
| DQ     | Pavel Koelizjnikov          | RUS  | 72,040 | 36,24 (4)  | 35,80 (2)  |
| Brons  | Kim Woo-jin                 | KOR  | 72,290 | 36,15 (3)  | 36,14 (2)  |
| 4      | Tommi Pulli                 | FIN  | 72,670 | 36,28 (4)  | 36,39 (6)  |
| 5      | Cha Min-kyu                 | KOR  | 72,790 | 36,54 (5)  | 36,25 (4)  |
| 6      | Konstantin Nikitin          | RUS  | 72,850 | 36,56 (6)  | 36,29 (5)  |
| 7      | Håvard Holmefjord Lorentzen | NOR  | 73,510 | 36,78 (12) | 36,73 (7)  |
| 8      | Sung Ching-Yang             | TAI  | 73,530 | 36,73 (9)  | 36,80 (8)  |
| 9      | Niels Olivier               | NED  | 73,750 | 36,90 (13) | 36,85 (10) |
| 10     | Tatsuya Ogino               | JPN  | 73,910 | 37,07 (10) | 36,84 (9)  |
|        |                             |      |        |            |            |
|        | Arvin Wijsman               | NED  |        | 37,53 (26) | t.z.t.     |

2× 500 m meisjes
| Rang   | Schaatsster         | Land | Punten | Tijd 1     | Tijd 2     |
| ------ | ------------------- | ---- | ------ | ---------- | ---------- |
| Goud   | Karolína Erbanová   | CZE  | 78,900 | 39,63 (3)  | 39,27 (1)  |
| Zilver | Kim Hyun-yung       | KOR  | 79,190 | 39,41 (1)  | 39,78 (3)  |
| Brons  | Miho Takagi         | JPN  | 79,440 | 39,60 (2)  | 39,84 (5)  |
| 4      | Kako Yamane         | JPN  | 79,650 | 39,83 (5)  | 39,82 (4)  |
| 5      | Kate Hanly          | CAN  | 79,830 | 40,06 (7)  | 39,77 (2)  |
| 6      | Tatjana Karannikova | RUS  | 80,030 | 39,70 (4)  | 40,33 (8)  |
| 7      | Vanessa Bittner     | AUT  | 80,010 | 39,92 (6)  | 40,18 (7)  |
| 8      | Bo van der Werff    | NED  | 80,410 | 40,31 (9)  | 40,10 (6)  |
| 9      | Saori Toi           | JPN  | 80,810 | 40,37 (10) | 40,44 (11) |
| 10     | Letitia de Jong     | NED  | 81,190 | 40,81 (12) | 40,38 (10) |

1000 m jongens
| Rang   | Schaatser                   | Land | Tijd    |
| ------ | --------------------------- | ---- | ------- |
| DQ     | Pavel Koelizjnikov          | RUS  | 1.10,79 |
| Goud   | Håvard Holmefjord Lorentzen | NOR  | 1.11,24 |
| Zilver | Tommi Pulli                 | FIN  | 1.11,30 |
| Brons  | Laurent Dubreuil            | CAN  | 1.11,32 |
| 4      | Kim Woo-jin                 | KOR  | 1.11,36 |
| 5      | Kim Jin-su                  | KOR  | 1.11,46 |
| 6      | Thomas Krol                 | NED  | 1.11,48 |
| 7      | Konstantin Nikitin          | RUS  | 1.11,68 |
| 8      | Takuro Oda                  | JPN  | 1.12,20 |
| 9      | Kai Verbij                  | NED  | 1.12,54 |
| 10     | Cha Min-kyu                 | KOR  | 1.12,57 |
|        |                             |      |         |
| 12     | Arvin Wijsman               | NED  | 1.13,34 |

1000 m meisjes
| Rang   | Schaatser          | Land | Tijd    |
| ------ | ------------------ | ---- | ------- |
| Goud   | Miho Takagi        | JPN  | 1.17,69 |
| Zilver | Karolína Erbanová  | CZE  | 1.18,14 |
| Brons  | Kate Hanly         | CAN  | 1.18,82 |
| 4      | Antoinette de Jong | NED  | 1.19,43 |
| 5      | Bo van der Werff   | NED  | 1.19,92 |
| 6      | Kim Bo-reum        | KOR  | 1.19,93 |
| 7      | Kim Hyun-yung      | KOR  | 1.20,00 |
| 8      | Nana Takagi        | JPN  | 1.20,05 |
| 9      | Vanessa Bittner    | AUT  | 1.20,18 |
| 10     | Park Do-yeong      | KOR  | 1.20,34 |
|        |                    |      |         |
| 11     | Pien Keulstra      | NED  | 1.20,83 |
| 13     | Letitia de Jong    | NED  | 1.21,33 |

1500 m jongens
| Rang   | Schaatser                   | Land | Tijd       |
| ------ | --------------------------- | ---- | ---------- |
| Goud   | Sverre Lunde Pedersen       | NOR  | 1.49,14 BR |
| Zilver | Thomas Krol                 | NED  | 1.49,80    |
| Brons  | Håvard Holmefjord Lorentzen | NOR  | 1.50,40(1) |
| 4      | Tommi Pulli                 | FIN  | 1.50,40(2) |
| 5      | Kai Verbij                  | NED  | 1.50,47    |
| DQ     | Pavel Koelizjnikov          | RUS  | 1.50,85    |
| 6      | Kim Jin-su                  | KOR  | 1.50,96    |
| 7      | Shota Nakamura              | JPN  | 1.51,67    |
| 8      | Yang Fan                    | CHN  | 1.51,89    |
| 9      | Takuro Oda                  | JPN  | 1.51,96    |
| 10     | David Andersson             | SWE  | 1.52,21    |
|        |                             |      |            |
| 17     | Arvin Wijsman               | NED  | 1.53,04    |
| 23     | Jorjan Jorritsma            | NED  | 1.54,12    |

1500 m meisjes
| Rang   | Schaatser          | Land | Tijd       |
| ------ | ------------------ | ---- | ---------- |
| Goud   | Karolína Erbanová  | CZE  | 2.00,45 BR |
| Zilver | Kim Bo-reum        | KOR  | 2.00,67    |
| Brons  | Pien Keulstra      | NED  | 2.01,03    |
| 4      | Park Do-yeong      | KOR  | 2.01,10    |
| 5      | Miho Takagi        | JPN  | 2.01,24    |
| 6      | Antoinette de Jong | NED  | 2.01,80    |
| 7      | Nana Takagi        | JPN  | 2.03,11    |
| 8      | Reina Anema        | NED  | 2.03,86    |
| 9      | Kate Hanly         | CAN  | 2.04,81    |
| 10     | Vanessa Bittner    | AUT  | 2.05,22    |
|        |                    |      |            |
| 14     | Bo van der Werff   | NED  | 2.06,38    |

5000 m jongens
| Rang   | Schaatser             | Land | Tijd    |
| ------ | --------------------- | ---- | ------- |
| Goud   | Sverre Lunde Pedersen | NOR  | 6.35,03 |
| Zilver | Simen Spieler Nilsen  | NOR  | 6.44,50 |
| Brons  | Kom Cheol-min         | KOR  | 6.44,61 |
| 4      | David Andersson       | SWE  | 6.45,91 |
| 5      | Emery Lehman          | USA  | 6.46,18 |
| 6      | Andrea Giovannini     | ITA  | 6.50,70 |
| 7      | Thomas Krol           | NED  | 6.52,35 |
| 8      | Shota Nakamura        | JPN  | 6.52,67 |
| 9      | Lee Jin-yeong         | KOR  | 6.55,24 |
| 10     | Stefan Due Schmidt    | DEN  | 6.56,40 |
|        |                       |      |         |
| 16     | Jorjan Jorritsma      | NED  | 6.59,17 |
| 18     | Kai Verbij            | NED  | 7.00,75 |

3000 m meisjes
| Rang   | Schaatser          | Land | Tijd       |
| ------ | ------------------ | ---- | ---------- |
| Goud   | Park Do-yeong      | KOR  | 4.08,48 BR |
| Zilver | Kim Bo-reum        | KOR  | 4.10,07    |
| Brons  | Pien Keulstra      | NED  | 4.11,86    |
| 4      | Miho Takagi        | JPN  | 4.14,63    |
| 5      | Antoinette de Jong | NED  | 4.15,52    |
| 6      | Lim Jung-soo       | KOR  | 4.20,07    |
| 7      | Anna Tsjernova     | RUS  | 4.21,04    |
| 8      | Nana Takagi        | JPN  | 4.21,89    |
| 9      | Karolína Erbanová  | CZE  | 4.22,35    |
| 10     | Josie Spence       | CAN  | 4.24,30    |
|        |                    |      |            |
| 16     | Bo van der Werff   | NED  | 4.32,60    |

## WK allround

### Jongens
De klasseringen tussenhaakjes zijn de resultaten onderling in het allroundtoernooi.
| Rang   | Schaatsster                 | Land | 500m       | 3000m          | 1500m          | 5000m        | Punten     |
| ------ | --------------------------- | ---- | ---------- | -------------- | -------------- | ------------ | ---------- |
| Goud   | Sverre Lunde Pedersen       | NOR  | 36,95 (5)  | 3.46,70 (1) BR | 1.49,14 (1) BR | 6.35,03 (1)  | 150,616 BR |
| Zilver | Thomas Krol                 | NED  | 36,76 (4)  | 3.56,84 (9)    | 1.49,80 (2)    | 6.52,35 (7)  | 154,068    |
| Brons  | Simen Spieler Nilsen        | NOR  | 37,38 (8)  | 3.51,59 (2)    | 1.53,05 (13)   | 6.44,50 (2)  | 154,111    |
| 4      | David Andersson             | SWE  | 37,34 (7)  | 3.54,24 (6)    | 1.52,21 (8)    | 6.45,91 (4)  | 154,374    |
| 5      | Shota Nakamura              | JPN  | 36,95 (5)  | 3.55,76 (7)    | 1.51,67 (5)    | 6.52,67 (8)  | 154,733    |
| 6      | Kim Jin-su                  | KOR  | 36,58 (1)  | 3.57,59 (11)   | 1.50,96 (4)    | 6.56,77 (12) | 154,841    |
| 7      | Kim Cheol-min               | KOR  | 38,18 (17) | 3.52,59 (4)    | 1.52,93 (12)   | 6.44,61 (3)  | 155,049    |
| 8      | Kai Verbij                  | NED  | 36,71 (2)  | 3.58,28 (16)   | 1.50,47 (3)    | 7.00,75 (17) | 155,321    |
| 9      | Kristian Reistad Fredriksen | NOR  | 37,45 (9)  | 3.52,30 (3)    | 1.52,67 (10)   | 6.56,43 (11) | 155,365    |
| 10     | Takuro Oda                  | JPN  | 36,74 (3)  | 3.58,16 (15)   | 1.51,96 (7)    | 6.56,91 (13) | 155,444    |
|        |                             |      |            |                |                |              |            |
| 14     | Jorjan Jorritsma            | NED  | 38,23 (18) | 3.57,44 (10)   | 1.54,12 (17)   | 6.59,17 (16) | 157,760    |

### Meisjes
De klasseringen tussenhaakjes zijn de resultaten onderling in het allroundtoernooi.
| Rang   | Schaatsster        | Land | 500m       | 1500m          | 1000m        | 3000m          | Punten     |
| ------ | ------------------ | ---- | ---------- | -------------- | ------------ | -------------- | ---------- |
| Goud   | Miho Takagi        | JPN  | 39,60 (1)  | 2.01,24 (5)    | 1.17,69 (1)  | 4.14,63 (4)    | 161,296 BR |
| Zilver | Karolína Erbanová  | CZE  | 39,63 (2)  | 2.00,45 (1) BR | 1.18,14 (2)  | 4.22,35 (9)    | 162,575    |
| Brons  | Kim Bo-reum        | KOR  | 41,23 (13) | 2.00,67 (2)    | 1.19,93 (6)  | 4.10,67 (2)    | 163,096    |
| 4      | Antoinette de Jong | NED  | 40,25 (5)  | 2.01,80 (6)    | 1.19,43 (4)  | 4.15,52 (5)    | 163,151    |
| 5      | Park Do-yeong      | KOR  | 41,36 (15) | 2.01,10 (4)    | 1.20,34 (9)  | 4.08,48 (1) BR | 163,309    |
| 6      | Pien Keulstra      | NED  | 41,67 (19) | 2.01,03 (3)    | 1.20,83 (10) | 4.11,86 (3)    | 164,404    |
| 7      | Nana Takagi        | JPN  | 40,72 (7)  | 2.03,11 (7)    | 1.20,05 (7)  | 4.21,89 (8)    | 165,429    |
| 8      | Kate Hanly         | CAN  | 40,06 (4)  | 2.04,81 (8)    | 1.18,82 (3)  | 4.34,69 (21)   | 166,854    |
| 9      | Vanessa Bittner    | AUT  | 39,92 (3)  | 2.05,22 (9)    | 1.20,18 (8)  | 4.34,33 (18)   | 167,471    |
| 10     | Bo van der Werff   | NED  | 40,31 (12) | 2.06,38 (12)   | 1.19,92 (5)  | 4.32,60 (16)   | 167,829    |

## WK ploegenachtervolging

### Kwalificatie
Jongens
De ploegenachtervolging voor jongens werd over acht ronden verreden. De twee landen met de snelste tijden streden om goud en zilver, de landen met de derde en vierde tijd streden om het brons.
| 1  | Team                                                                                  | Tijd    |
| -- | ------------------------------------------------------------------------------------- | ------- |
| 1  | Team Noorwegen Kristian Reistad Fredriksen Simen Spieler Nilsen Sverre Lunde Pedersen | 3.52,11 |
| 2  | Team Zuid-Korea Kim Cheol-min Kim Jin-su Lee Jin-yeong                                | 3.53,75 |
| 3  | Team Nederland Jorjan Joritsma Thomas Krol Kai Verbij                                 | 3.56,30 |
| 4  | Team Italië Andrea Giovannini Andrea Stefani Nicola Tumolero                          | 3.57,82 |
| 5  | Team Japan Koyu Matsui Shota Nakamura Takuro Oda                                      | 3.58,49 |
| 6  | Team China Lin Haotian Yang Fan Yang Zhendong                                         | 4.01,87 |
| 7  | Team Verenigde Staten Chris Anderson Steven Hartman Emery Lehman                      | 4.05,30 |
| 8  | Team Kazachstan Alkesandr Klenko Andrey Pak Vataly Zagorodko                          | 4.07,28 |
| 9  | Team Canada Alexandre Dery Francois Dery Daniel Dubreuil                              | 4.08,82 |
| 10 | Team Finland Verneri Kinnunen Tommi Pulli Juho Vaittinen                              | 4.12,18 |
| 11 | Team Wit-Rusland Artyom Chaban Anton Kaputsin Artyom Tsygankov                        | 4.12,99 |
| DQ | Team Rusland Pavel Koelizjnikov Konstantin Nikitin Ivan Solodoechin                   | 4.16,46 |

Meisjes
De ploegenachtervolging voor meisjes werd over zes ronden verreden. De twee landen met de snelste tijden streden om goud en zilver, de landen met de derde en vierde tijd streden om het brons.
| 1 | Team                                                                | Tijd    |
| - | ------------------------------------------------------------------- | ------- |
| 1 | Team Zuid-Korea Kim Bo-reum Lim Jung-soo Park Do-yeong              | 3.08,15 |
| 2 | Team Japan Miho Takagi Nana Takagi Risa Takayama                    | 3.11,29 |
| 3 | Team Canada Kate Hanly Heather McLean Josie Spence                  | 3.15,52 |
| 4 | Team Rusland Tatjana Oesjakova Olesja Tsjernega Anna Tsjernova      | 3.16,16 |
| 5 | Team Verenigde Staten Petra Acker Hannah Curwin Jaclyn Rowe         | 3.16,23 |
| 6 | Team Kazachstan Joelia Gontsjar Marina Ivanova Irina Sjoemichina    | 3.17,82 |
| 7 | Team China Tang Wen Wang Jianlu Xu Le                               | 3.20,93 |
| 8 | Team Wit-Rusland Tatyana Artma Anna Romanenko Tatyana Stambrovskaya | 3.31,90 |
| - | Team Nederland Reina Anema Antoinette de Jong Pien Keulstra         | DNF     |

DNF = niet gefinisht 

### Finales
Jongens
| Rit          | Team 1                                                                                       | Tijd    | Tijd    | Team 2                                                       |
| ------------ | -------------------------------------------------------------------------------------------- | ------- | ------- | ------------------------------------------------------------ |
| 3e/4e plaats | Team Nederland Jorjan Joritsma Thomas Krol Kai Verbij                                        | 3.56,34 | 3.58,94 | Team Italië Andrea Giovannini Andrea Stefani Nicola Tumolero |
| 1e/2e plaats | Team Noorwegen Kristian Reistad Fredriksen Håvard Holmefjord Lorentzen Sverre Lunde Pedersen | 3.54,02 | 3,55,69 | Team Zuid-Korea Kim Cheol-min Kim Jin-su Lee Jin-yeong       |

Meisjes
| Rit          | Team 1                                                                  | Tijd    | Tijd    | Team 2                                             |
| ------------ | ----------------------------------------------------------------------- | ------- | ------- | -------------------------------------------------- |
| 3e/4e plaats | Team Rusland Tatjana Oesjakova Aleksandra Stsjelkonogova Anna Tsjernova | 3.14,41 | 3.16,02 | Team Canada Kate Hanly Heather McLean Josie Spence |
| 1e/2e plaats | Team Zuid-Korea Kim Bo-reum Lim Jung-soo Park Do-yeong                  | 3.07,36 | 3.13,67 | Team Japan Miho Takagi Nana Takagi Saori Toi       |